# Lorraine Bénic
Lorraine Bénic (nascida em 27 de julho de 1937) é uma pintora, escultora e gravurista canadiana. Bénic nasceu em Montreal.
O seu trabalho está incluído nas colecções do Musée national des beaux-arts du Québec e do Musée d'Art Moderne de Paris.